# Amerykański model nadzoru korporacyjnego
Amerykański model nadzoru korporacyjnego − model nadzoru korporacyjnego ukształtowany w systemie prawnym Stanów Zjednoczonych.

## Historia
Podstawy amerykańskiego modelu nadzoru korporacyjnego (lub tzw. ładu korporacyjnego) zostały ukształtowane około 1791 r., kiedy parlament New Jersey powołał Society for the Establishment of Useful Manufactures (SUM). Prospekt tej korporacji stwierdzał, że będzie ona zarządzana przez radę 13 dyrektorów wybranych przez akcjonariuszy, niezależnie 5 akcjonariuszy utworzy komitet audytu, posiadający dostęp do danych finansowych.
Na ukształtowanie się systemu w obecnej formie miały wpływ różne wydarzenia, poczynając od – wielkiego krachu na giełdzie w 1929 r. – po którym poglądy na funkcjonowanie korporacji, ich znaczenia dla społeczeństwa i akcjonariuszy, zaczęły być szerzej analizowane przez kręgi naukowe, po różne postulaty pojawiające się w związku ze światową ekspansją korporacji założonych w USA, która nastąpiła po II wojnie światowej, a także pojawieniem się teorii agencji i kosztów transakcyjnych, kryzysem azjatyckim w latach dziewięćdziesiątych oraz falą bankructw we wczesnych latach 2000. (Enron, Worldcom) 
Wszystkie te wydarzenia miały wpływ na obecny kształt nadzoru korporacyjnego w USA. W różnych okresach podstawowym postulatem zmian była większa ochrona akcjonariuszy indywidualnych, instytucjonalnych, czy też interesów społecznych.

## Nazewnictwo
Ponieważ bardzo podobny model jest stosowany w Wielkiej Brytanii, jest on określany niekiedy jako model anglo-amerykański, pomimo tego, że pomiędzy rozwiązaniami przyjętymi w USA i Wielkiej Brytanii występują pewne rozbieżności. W literaturze anglojęzycznej można spotkać się także z określeniem go jako tzw. modelu liberalnego.

## Podstawowe cechy
- W swoich założeniach amerykański model nadzoru korporacyjnego ma zapewniać akcjonariuszom maksymalizację ich celów (zysku, wzrostu wartości akcji).
- Korporacja zarządzana jest przez radę dyrektorów (przeważnie 13), wybieranych przez akcjonariuszy.
- W składzie rady znajdują się przeważnie dyrektorzy zewnętrzni i wewnętrzni, skupieni w kilku komitetach, z których najważniejszy to komitet audytu.
- Rada dyrektorów wybiera dyrektora generalnego, który zajmuje się bieżącym zarządem korporacją.
- Tradycyjnie dyrektor generalny ma w stosunku do akcjonariuszy dwa podstawowe obowiązki – obowiązek lojalności i należytej staranności.
- System amerykański zakłada że podstawowym interesariuszem w korporacji są akcjonariusze, w związku z tym cały model nadzoru korporacyjnego skoncentrowany jest na relacjach pomiędzy radą dyrektorów a akcjonariuszami.

## Najczęściej wskazywane słabe strony modelu amerykańskiego
- Nakierowanie się korporacji wyłącznie na zysk, powodujące marginalizację pozycji innych interesariuszy (pracowników, społeczeństwa, państwa).